# الفرع الأنفي الوحشي للشريان الوجهي
الفرع الأنفي الوحشي للشريان الوجهي (بالإنجليزية: Lateral nasal branch of facial artery)‏‏ هو شريان يتفرعُ من شريان وجهي.